# Хотинський район
Хоти́нський райо́н — колишній район Чернівецької області України. Адміністративний центр — місто Хотин. Площа — 716 км². Дата утворення — вересень 1940 року. Населення становило 62587 осіб (на 1 лютого 2016 року).
17 липня 2020 року район було ліквідовано внаслідок адміністративно-територіальної реформи, а його територія відійшла до новоутвореного Дністровського району Чернівецької області.

## Географія
Районний центр — місто Хотин.
Основна річка — Дністер. По ньому проходить північна межа Хотинського району. У південній частині району розмістилися витоки річок Рингач і Черлена — лівих приток Пруту.
Район межує з Хмельницькою та Тернопільською областями.

## Природно-заповідний фонд

### Національні природні парки
Хотинський (загальнодержавного значення).

### Ландшафтні заказники
Баламутівська стінка (частково), Гриняцька стінка-1, Гриняцька стінка-2, Хотинська фортеця.

### Лісові заказники
Зарожанська Дача.

### Іхтіологічні заказники
Дарабанське плесо, Орестовський.

### Орнітологічні заказники
Чапля.

### Ботанічні пам'ятки природи
Ділянка конвалії, Рухотинський ліс (загальнодержавного значення), Шилівський ліс (загальнодержавного значення).

### Геологічні пам'ятки природи
Городище «Корнешти», Дарабанський мис, Стратотип звенигородської свити силуру, Стратотип пригородської свити силуру.

### Гідрологічні пам'ятки природи
Джерело «Хотинське», Зарожанська мінеральна, Озеро «Джулин», Широка Криниця.

### Карстово-спелеологічні пам'ятки природи
Бульбони, Колишнє торфовище, Печера «Пресподня».

### Комплексні пам'ятки природи
Озера «Очеретяні».

### Заповідні урочища
Буковий праліс, Бучок, Ділянка пралісу, Дубовий праліс, Реліктова бучина.

### Дендрологічні парки
Млинки.

### Парки-пам'ятки садово-паркового мистецтва
Ставчанський, Хотинський.

## Історія
Хотин — одне з древніх міст України. Його виникнення археологи відносять до VIII століття, коли у східних слов'ян почався активний процес формування державності. Історичну цінність представляють археологічні розкопки, зроблені науковою експедицією Чернівецького державного університету у 1961—1964 роках. Ними виявлено археологічні пам'ятки різних епох — поселення трипільської культури (ПІ тисячоліття до н. е.), ранньозалізної доби (І тисячоліття до н. е.) та слов'янські поселення VI—VIII століть, які дають підстави твердити, що місто Хотин виросло саме із слов'янських поселень. В Х-ХІ ст. місто входило в склад Київської Русі. В середині XII століття Хотин ввійшов до складу Галицького, з 1199 року — Галицько-Волинського князівства. В середині XIV століття місто попало під владу Молдовського князівства.
Хотинський район Чернівецької області утворений у вересні 1940 року. Хотин увійшов до Ліги історичних міст України.

## Адміністративно-територіальний устрій
Адміністративно-територіально поділяється на 1 міську раду та 31 сільська рада, які об'єднують 39 населених пунктів та підпорядковані Хотинській районній раді.
Місто районного підпорядкування — 1 (Хотин — 10,8 тисячі мешканців). Селищ міського типу немає. Сіл — 38. Всього місцевих рад — 33 (в них депутатів 635). Районних — 1 (в них депутатів 50). Міських — 1 (в них депутатів 36). Сільських — 31 (в них депутатів 549).

## Населення
Розподіл населення за віком та статтю (2001):
| Стать | Всього | До 15 років | 15-24 | 25-44 | 45-64 | 65-85 | Понад 85 |
| --- | ------ | ----------- | ----- | ----- | ----- | ----- | -------- |
| Чоловіки | 33 469 | 6762        | 5055  | 9517  | 7442  | 4436  | 257      |
| Жінки | 38 926 | 6588        | 4919  | 9695  | 9201  | 7904  | 619      |
| \| Статево-вікова піраміда \| Статево-вікова піраміда \| Статево-вікова піраміда \| \| ----------------------- \| ----------------------- \| ----------------------- \| \| Чоловіки \| Вік \| Жінки \| \| 257 \| 85 + \| 619 \| \| 467 \| 80-84 \| 935 \| \| 841 \| 75-79 \| 1891 \| \| 1410 \| 70-74 \| 2463 \| \| 1718 \| 65-69 \| 2615 \| \| 1937 \| 60-64 \| 2625 \| \| 1334 \| 55-59 \| 1952 \| \| 1963 \| 50-54 \| 2288 \| \| 2208 \| 45-49 \| 2336 \| \| 2554 \| 40-44 \| 2687 \| \| 2289 \| 35-39 \| 2280 \| \| 2307 \| 30-34 \| 2297 \| \| 2367 \| 25-29 \| 2431 \| \| 2495 \| 20-24 \| 2418 \| \| 2560 \| 15-20 \| 2501 \| \| 2609 \| 10-14 \| 2445 \| \| 2308 \| 5-9 \| 2246 \| \| 1845 \| 0-4 \| 1897 \| |        |             |       |       |       |       |          |
| Статево-вікова піраміда |        |             |       |       |       |       |          |
| Чоловіки | Вік    | Жінки       |       |       |       |       |          |
| 257 | 85 +   | 619         |       |       |       |       |          |
| 467 | 80-84  | 935         |       |       |       |       |          |
| 841 | 75-79  | 1891        |       |       |       |       |          |
| 1410 | 70-74  | 2463        |       |       |       |       |          |
| 1718 | 65-69  | 2615        |       |       |       |       |          |
| 1937 | 60-64  | 2625        |       |       |       |       |          |
| 1334 | 55-59  | 1952        |       |       |       |       |          |
| 1963 | 50-54  | 2288        |       |       |       |       |          |
| 2208 | 45-49  | 2336        |       |       |       |       |          |
| 2554 | 40-44  | 2687        |       |       |       |       |          |
| 2289 | 35-39  | 2280        |       |       |       |       |          |
| 2307 | 30-34  | 2297        |       |       |       |       |          |
| 2367 | 25-29  | 2431        |       |       |       |       |          |
| 2495 | 20-24  | 2418        |       |       |       |       |          |
| 2560 | 15-20  | 2501        |       |       |       |       |          |
| 2609 | 10-14  | 2445        |       |       |       |       |          |
| 2308 | 5-9    | 2246        |       |       |       |       |          |
| 1845 | 0-4    | 1897        |       |       |       |       |          |

Національний склад населення за даними перепису 2001 року:
| Національність | Кількість осіб | Відсоток |
| -------------- | -------------- | -------- |
| українці       | 66060          | 91,25 %  |
| молдовани      | 5102           | 7,05 %   |
| росіяни        | 927            | 1,28 %   |
| білоруси       | 79             | 0,11 %   |
| румуни         | 59             | 0,08 %   |
| інші           | 171            | 0,24 %   |

Мовний склад населення за даними перепису 2001 року:
| Мова       | Кількість осіб | Відсоток |
| ---------- | -------------- | -------- |
| українська | 66293          | 91,57 %  |
| молдовська | 4996           | 6,90 %   |
| російська  | 916            | 1,27 %   |
| білоруська | 45             | 0,06 %   |
| румунська  | 37             | 0,05 %   |
| інші       | 111            | 0,15 %   |

Населення району — 68888 осіб, що становить 7,8 % від населення області, з них 10,6 тисячі проживає в Хотині. Густота населення на 1 км². — 101,0 осіб. Площа району — 716 км.

## Транспорт
Хотинський район розміщений у північно-східній частині Чернівецької області і зв'язаний мережею автомобільних шляхів з містами України. Хотин розміщений на автомобільному шляху державного значення «Житомир — Чернівці — Тереблече» (на Бухарест через Хмельницький). Відстань до Чернівців: залізницею — 180 км (4 години), шосейними шляхами — 60 км (1 година). Найближча залізнична станція — Кам'янець-Подільський, відстань — 20 км (0,5 години).

## Політика
25 травня 2014 року відбулися Президентські вибори України. У межах Хотинського району було створено 47 виборчих дільниць. Явка на виборах складала — 61,34 % (проголосували 31 610 із 51 533 виборців). Найбільшу кількість голосів отримав Петро Порошенко — 59,35 % (18 762 виборців); Юлія Тимошенко — 14,49 % (4 580 виборців), Олег Ляшко — 13,03 % (4 118 виборців), Сергій Тігіпко — 2,93 % (926 виборців), Анатолій Гриценко — 2,87 % (906 виборців). Решта кандидатів набрали меншу кількість голосів. Кількість недійсних або зіпсованих бюлетенів — 1,42 %.

## Пам'ятки
Визначною історичною, архітектурною та пам'яткою оборонного зодчества XII—XVIII століть. є побудована у XIII—XVI століттях на крутих схилах правого берега річки Дністер Хотинська фортеця. Це один із найцікавіших об'єктів області для організації відпочинку. Друга з найголовніших історичних пам'яток — курган-могила на полі Ставчанської битви 1739 року. З нагоди її 250-річчя у Ставчанах відрито меморіал пам'яті воїнам, які полягли на полі бою, його увінчує пам'ятний християнський знак, відновлено братські могили воїнів і 54 індивідуальні могили офіцерів.